# Visuel perception
Visuel perception er den psykologiske proces, der efterfølger selve synssansningen, hvor det sansede fortolkes ved hjælp af såkaldte 'cues'. For eksempel er det et 'cue', at der er forskel i størrelse, når man skal bedømme afstande.